# Tainioliet
Het mineraal tainioliet is een kalium-lithium-magnesium-fluor-fylosilicaat met de chemische formule KLiMg2Si4O10F2. Het is een mica, behorend tot de biotietgroep.

## Eigenschappen
Het kleurloze of bruingroene tainioliet heeft een glasglans en een witte streepkleur. Het kristalstelsel is monoklien en de splijting is perfect volgens het kristalvlak [001]. De gemiddelde dichtheid is 2,9 en de hardheid is 2,5 tot 3. De radioactiviteit van tainioliet is nauwelijks meetbaar. De gamma ray waarde volgens API is 137,57.

## Naamgeving
De naam van het mineraal tainioliet is afgeleid van Oudgrieks ταινία (tainia), "band" of "strook", referend aan de vorm waarin het mineraal vaak voorkomt.

## Voorkomen
Tainioliet wordt, zoals de meeste lithiumhoudende mineralen, voornamelijk gevormd in pegmatieten, voornamelijk van nefelien-syeniet samenstelling. De typelocatie is Narsarsuk, Zuid-Groenland. Het wordt ook gevonden in de Magnet Cove, Hot Spring County, Arkansas, Verenigde Staten.